# Piper jaliscanum
Piper jaliscanum är en pepparväxtart som beskrevs av S. Wats.. Piper jaliscanum ingår i släktet Piper och familjen pepparväxter. Inga underarter finns listade i Catalogue of Life.